# Compsaditha
Genre
Compsaditha est un genre de pseudoscorpions de la famille des Tridenchthoniidae.

## Distribution
Les espèces de ce genre se rencontrent en Afrique, en Asie, en Amérique et en Micronésie.

## Liste des espèces
Selon Pseudoscorpions of the World (version 3.0) :
- Compsaditha aburi Chamberlin & Chamberlin, 1945
- Compsaditha angustula Beier, 1972
- Compsaditha basilewskyi Beier, 1962
- Compsaditha camponota Sivaraman, 1980
- Compsaditha congica Beier, 1959
- Compsaditha elegantula Beier, 1972
- Compsaditha fiebrigi (Beier, 1931)
- Compsaditha gressitti Beier, 1957
- Compsaditha indica Murthy, 1960
- Compsaditha parva Beier, 1951
- Compsaditha pygmaea Chamberlin, 1929
- Compsaditha seychellensis Beier, 1974

## Publication originale
- (en) Joseph Conrad Chamberlin, « A synoptic classification of the false scorpions or chela-spinners, with a report on a cosmopolitan collection of the same. Part 1. The Heterosphyronida (Chthoniidae) (Arachnida-Chelonethida) », Annals and Magazine of Natural History, 10e série, vol. 4, no 19,‎ juillet 1929, p. 50-80 (ISSN 0374-5481, OCLC 4806285231, DOI 10.1080/00222932908673028, présentation en ligne).